# Taipé Chinês nos Jogos Olímpicos de Verão da Juventude de 2010
O Taipé Chinês participou dos Jogos Olímpicos de Verão da Juventude de 2010 em Cingapura. Com uma delegação composta por 24 atletas que competiram em dez esportes, o país conquistou três medalhas, todas de prata.

## Medalhistas
| Medalha | Nome            | Esporte        | Evento              | Data         |
| ------- | --------------- | -------------- | ------------------- | ------------ |
| Prata   | Kuo Hsing-Chun  | Halterofilismo | Até 53 kg feminino  | 16 de agosto |
| Prata   | Tan Ya-Ting     | Tiro com arco  | Individual feminino | 20 de agosto |
| Prata   | Hung Tzu-Hsiang | Tênis de mesa  | Simples masculino   | 23 de agosto |

## Atletismo
| Evento                        | Atleta                                            | Qualificação | Qualificação | Final     | Final        |
| Evento                        | Atleta                                            | Resultado    | Posição      | Resultado | Posição      |
| ----------------------------- | ------------------------------------------------- | ------------ | ------------ | --------- | ------------ |
| Salto com vara masculino      | Chen Hsiao-Wei                                    | 4,45         | 14º          | 4,20      | 6º (Final B) |
| 100 m masculino               | Chen Jen-Chieh                                    | 11.00        | 9º (2º q4)   | 10.90     | 3º (Final B) |
| Lançamento de dardo masculino | Cheng Chao-Tsun                                   | 68,27        | 11º          | 65,94     | 4º (Final B) |
| Salto em altura masculino     | Hsiang Chun-Hsien                                 | 2,10         | 6º           | 2,11      | 6º (Final A) |
| Arremesso de peso feminino    | Lai Li-Chun                                       | 13,57        | 9º           | 13,40     | 3º (Final B) |
| 100 m feminino                | Liao Ching-Hsien                                  | 12.18        | 10º (2º q5)  | 11.88     | 1º (Final B) |
| Revezamento feminino          | Liao Ching-Hsien (como integrante da equipe Ásia) |              |              | 2:15.01   | 5º           |
| Salto triplo feminino         | Tsai Chia-Lun                                     | 11,79        | 12º          | 20,45     | 3º (Final B) |
| Lançamento de dardo feminino  | Wen Chia-Jung                                     | 40,64        | 13º          | 44,96     | 3º (Final B) |
| Salto em altura feminino      | Wu Meng-Chia                                      | 1,70         | 11º          | 1,78      | 1º (Final B) |

## Badminton
| Evento            | Atleta         | Fase de grupos | Fase de grupos                                   | Fase de grupos                             | Fase de grupos                                  | Fase de grupos | Quartas-de-final                              | Semifinais  | Final       | Pos. final |
| Evento            | Atleta         | Grupo          | 1ª rodada                                        | 2ª rodada                                  | 3ª rodada                                       | Pos.           | Quartas-de-final                              | Semifinais  | Final       | Pos. final |
| ----------------- | -------------- | -------------- | ------------------------------------------------ | ------------------------------------------ | ----------------------------------------------- | -------------- | --------------------------------------------- | ----------- | ----------- | ---------- |
| Simples feminino  | Chiang Mei-Hui | E              | SRI Lekha Handunkuttihettige V 2-0 (21-9, 21-19) | TUV Tiaese Tupamanaia V 2-0 (21-1, 21-4)   | THA Sapsiree Taerattanachai D 0-2 (13-21, 7-21) | 2º             | Não avançou                                   | Não avançou | Não avançou | --         |
| Simples masculino | Hsieh Feng-Tse | D              | SRI Dilshan Kariyawasam V 2-0 (21-12, 21-14)     | FIN Kasper Lehikoinen V 2-0 (21-14, 21-14) | AUS Boris Ma V 2-0 (21-5, 21-12)                | 1º             | IND Prannoy Kumar D 1-2 (13-21, 21-18, 22-24) | Não avançou | Não avançou | --         |

## Halterofilismo
| Evento                 | Atleta         | Peso corporal (kg) | Arranque (kg) | Arranque (kg) | Arranque (kg) | Arranque (kg) | Arremesso (kg) | Arremesso (kg) | Arremesso (kg) | Arremesso (kg) | Total (kg) | Pos. final       |
| Evento                 | Atleta         | Peso corporal (kg) | 1             | 2             | 3             | Res.          | 1              | 2              | 3              | Res.           | Total (kg) | Pos. final       |
| ---------------------- | -------------- | ------------------ | ------------- | ------------- | ------------- | ------------- | -------------- | -------------- | -------------- | -------------- | ---------- | ---------------- |
| Até 77 kg masculino    | Huang Yi-Yuan  | 75,87              | 105           | 110           | 112           | 112           | 145            | 149            | 154            | 149            | 261        | 5º               |
| Até 53 kg feminino     | Kuo Hsing-Chun | 52,91              | 72            | 75            | 77            | 77            | 90             | 95             | 97             | 97             | 174        | Medalha de prata |
| Mais de 63 kg feminino | Yao Chi-Ling   | 81,37              | 97            | 100           | 103           | 100           | 127            | 133            | 133            | 133            | 233        | 4º               |

## Judô
| Evento             | Atleta     | 1ª rodada    | 2ª rodada                    | 2ª rodada repescagem       | Final repescagem B | Disputa pelo bronze B | Pos. final |
| ------------------ | ---------- | ------------ | ---------------------------- | -------------------------- | ------------------ | --------------------- | ---------- |
| Até 52 kg feminino | Wu Yu-Chun | Sem oponente | RUS Anna Dmitrieva D 001-011 | NED Laura Prince D 001-010 | Não avançou        | Não avançou           | --         |

| Evento         | Atleta                                           | 1ª rodada              | 2ª rodada   | Semifinais  | Final       | Pos. final |
| -------------- | ------------------------------------------------ | ---------------------- | ----------- | ----------- | ----------- | ---------- |
| Equipes mistas | Wu Yu-Chun (como integrante da equipe Barcelona) | ZZX Equipe Osaka D 3-5 | Não avançou | Não avançou | Não avançou | 10º        |

## Natação
| Evento                   | Atleta         | Qualificação | Qualificação | Semifinais  | Semifinais   | Final       | Final       |
| Evento                   | Atleta         | Resultado    | Posição      | Resultado   | Posição      | Resultado   | Posição     |
| ------------------------ | -------------- | ------------ | ------------ | ----------- | ------------ | ----------- | ----------- |
| 200 m costas masculino   | Lin Chien-Lung | 2:08.85      | 14º (5º q3)  |             |              | Não avançou | Não avançou |
| 50 m costas feminino     | Ting Chen      | 30.88        | 13º (4º q3)  | 31.03       | 14º (7º sf2) | Não avançou | Não avançou |
| 100 m costas feminino    | Ting Chen      | 1:07.32      | 28º (8º q4)  | Não avançou | Não avançou  | Não avançou | Não avançou |
| 200 m borboleta feminino | Ting Chen      | 2:20.58      | 16º (6º q1)  |             |              | Não avançou | Não avançou |
| 200 m medley feminino    | Ting Chen      | 2:23.04      | 14º (6º q3)  |             |              | Não avançou | Não avançou |

## Taekwondo
| Evento                 | Atleta     | 1ª rodada    | Quartas-de-final          | Semifinais  | Final       | Pos. final |
| ---------------------- | ---------- | ------------ | ------------------------- | ----------- | ----------- | ---------- |
| Mais de 63 kg feminino | Lin Jo-Wei | Sem oponente | FRA Faiza Taoussara D 3-4 | Não avançou | Não avançou | 5º         |

## Tênis
| Evento            | Atleta                                  | 1ª rodada                                                 | 2ª rodada                               | Quartas-de-final   | Semifinais         | Final              | Pos. final |
| Evento            | Atleta                                  | Oponente Resultado                                        | Oponente Resultado                      | Oponente Resultado | Oponente Resultado | Oponente Resultado | Pos. final |
| ----------------- | --------------------------------------- | --------------------------------------------------------- | --------------------------------------- | ------------------ | ------------------ | ------------------ | ---------- |
| Simples masculino | Huang Liang-Chi                         | CAN Pavel Krainik V 2-0 (6-0 e 6-1)                       | IND Yuki Bhambri D 1-2 (3-6, 6-4 e 2-6) | Não avançou        | Não avançou        | Não avançou        | --         |
| Duplas masculinas | Huang Liang-Chi e JPN Yasutaka Uchiyama | PAR Diego Galeano/ VEN Ricardo Rodríguez D 0-2 (4-6, 4-6) |                                         | Não avançaram      | Não avançaram      | Não avançaram      | --         |

## Tênis de mesa
| Evento           | Atleta     | Preliminares | Preliminares | Preliminares | 2ª fase consolação | 2ª fase consolação | 2ª fase consolação | Pos. final |
| Evento           | Atleta     | Grupo        | Confrontos | Pos.         | Grupo              | Confrontos | Pos.               | Pos. final |
| ---------------- | ---------- | ------------ | --- | ------------ | ------------------ | --- | ------------------ | ---------- |
| Simples feminino | Hsin Huang | H            | RUS Yana Noskova D 0-3 (15-17, 5-11, 7-11) GUY Adielle Rosheuvel V 3-0 (11-6, 11-4, 11-2) BRA Caroline Kumahara D 0-3 (9-11, 8-11, 6-11) | 3º           | GG                 | NZL Julia Wu V 3-0 (11-4, 11-5, 11-4) SLO Alex Galic V 3-1 (11-7, 11-3, 11-13, 11-9) SRI Nuwani Vithanage V 3-0 (11-1, 11-5, 14-12) | 1º                 | --         |

| Evento            | Atleta          | Preliminares | Preliminares | Preliminares | 2ª fase | 2ª fase | 2ª fase | Quartas-de-final                                               | Semifinais                                       | Final                                                       | Pos. final |
| Evento            | Atleta          | Grupo        | Confrontos | Pos.         | Grupo   | Confrontos | Pos.    | Quartas-de-final                                               | Semifinais                                       | Final                                                       | Pos. final |
| ----------------- | --------------- | ------------ | --- | ------------ | ------- | --- | ------- | -------------------------------------------------------------- | ------------------------------------------------ | ----------------------------------------------------------- | ---------- |
| Simples masculino | Hung Tzu-Hsiang | B            | TUN Adem Hmam V 3-0 (11-8, 11-9, 11-8) SIN Zhe Yu Clarence Chew V 3-0 (11-6, 11-4, 11-8) MAW Patrick Massah V 3-0 (11-6, 11-4, 11-6) | 1º           | BB      | CZE Ondrej Bajger V 3-1 (11-6, 11-6, 8-11, 11-5) BEL Emilien Vanrossomme V 3-1 (11-5, 11-4, 10-12, 11-3) PRK Kim Kwang-Song V 3-0 (11-7, 11-9, 11-9) | 1º      | HKG Chung Hei Chiu V 4-3 (11-7, 8-11, 10-12, 8-11, 11-3, 11-6) | HUN Tamas Lakatos V 4-0 (11-3, 11-8, 11-3, 11-8) | JPN Koki Niwa D 2-4 (11-9, 8-11, 11-13, 15-13, 7-11, 13-15) | [ 26 ]     |

| Evento         | Atleta                       | Preliminares | Preliminares                                                                                                  | Preliminares | 2ª fase                      | Quartas-de-final                         | Semifinais    | Final         | Pos. final |
| Evento         | Atleta                       | Grupo        | Confrontos | Pos.         | 2ª fase                      | Quartas-de-final                         | Semifinais    | Final         | Pos. final |
| -------------- | ---------------------------- | ------------ | --- | ------------ | ---------------------------- | ---------------------------------------- | ------------- | ------------- | ---------- |
| Equipes mistas | Hsin Huang e Hung Tzu-Hsiang | F            | Pan-América 2 V 3-0 (3-0, 3-0, 3-0) CRO Croácia V 3-0 (3-1, 3-1, 3-0) NZL Nova Zelândia V 3-0 (3-0, 3-0, 3-0) | 1º           | HUN Hungria V 2-0 (3-2, 3-1) | Intercontinental 1 D 1-2 (0-3, 3-0, 1-3) | Não avançaram | Não avançaram | 5º         |

## Tiro
| Evento                       | Atleta          | Qualificação | Qualificação | Qualificação | Qualificação | Qualificação | Qualificação | Qualificação | Qualificação | Final       | Final       | Final       | Final       | Final       | Final       | Final       | Final       | Final       | Final       | Final       | Final       | Final       |
| Evento                       | Atleta          | 1            | 2            | 3            | 4            | 5            | 6            | Total        | Pos.         | 1           | 2           | 3           | 4           | 5           | 6           | 7           | 8           | 9           | 10          | Total final | Total       | Pos. final  |
| ---------------------------- | --------------- | ------------ | ------------ | ------------ | ------------ | ------------ | ------------ | ------------ | ------------ | ----------- | ----------- | ----------- | ----------- | ----------- | ----------- | ----------- | ----------- | ----------- | ----------- | ----------- | ----------- | ----------- |
| Pistola de ar 10 m masculino | Tien Shao-Chien | 93           | 92           | 95           | 96           | 89           | 94           | 559          | 15º          | Não avançou | Não avançou | Não avançou | Não avançou | Não avançou | Não avançou | Não avançou | Não avançou | Não avançou | Não avançou | Não avançou | Não avançou | Não avançou |

## Tiro com arco
| Evento               | Atleta                            | Qualificatória | Qualificatória | 1ª rodada                                            | Oitavas-de-final                        | Quartas-de-final   | Semi-finais              | Final                | Pos. final       |
| Evento               | Atleta                            | Resultado      | Pos.           | Oponente Resultado                                   | Oponente Resultado                      | Oponente Resultado | Oponente Resultado       | Oponente Resultado   | Pos. final       |
| -------------------- | --------------------------------- | -------------- | -------------- | ---------------------------------------------------- | --------------------------------------- | ------------------ | ------------------------ | -------------------- | ---------------- |
| Individual masculino | Ku Hsiang-Yuan                    | 620            | 13º            | CZE Frantisek Hajduk D 4-6                           | Não avançou                             | Não avançou        | Não avançou              | Não avançou          | --               |
| Individual feminino  | Tan Ya-Ting                       | 648            | 2º             | EGY Aya Kamel V 6-0                                  | TUR Begunhan Elif Unsal V 6-2           | CHN Song Jia V 6-0 | RUS Tatiana Segina V 6-2 | KOR Kwak Ye-Ji D 2-6 | Medalha de prata |
| Equipes mistas       | Ku Hsiang-Yuan e JPN Mai Okubo    |                |                | MEX Mariana Avitia/ FIN Joni Hautamäki V 6-0         | CHN Song Jia/ ITA Lorenzo Pianesi D 0-6 | Não avançou        | Não avançou              | Não avançou          | --               |
| Equipes mistas       | Tan Ya-Ting e THA Tanapat Harikul |                |                | DEN Nynn Holdt-Caspersen/ FRA Julien Rossignol D 4-6 | Não avançou                             | Não avançou        | Não avançou              | Não avançou          | --               |